# Джерусалем (Нью-Йорк)
Джерусалем (англ. Jerusalem) — місто (англ. town) в США, в окрузі Єйтс штату Нью-Йорк. Населення — 4405 осіб (2020).

## Демографія
Згідно з переписом 2010 року, у місті мешкало 4469 осіб у 1573 домогосподарствах у складі 1078 родин. Було 2742 помешкання
Расовий склад населення:
| - 96,7 % — білих - 1,1 % — чорних або афроамериканців - 0,6 % — азіатів - 0,2 % — корінних американців - 0,1 % — вихідців з тихоокеанських островів |

До двох чи більше рас належало 0,9 %. Частка іспаномовних становила 1,6 % від усіх жителів.
За віковим діапазоном населення розподілялося таким чином: 15,3 % — особи молодші 18 років, 68,2 % — особи у віці 18—64 років, 16,5 % — особи у віці 65 років та старші. Медіана віку мешканця становила 42,3 року. На 100 осіб жіночої статі у місті припадало 82,1 чоловіків;  на 100 жінок у віці від 18 років та старших — 79,7 чоловіків також старших 18 років.
Середній дохід на одне домашнє господарство  становив 85 618 доларів США (медіана — 69 671), а середній дохід на одну сім'ю — 97 695 доларів (медіана — 84 348). Медіана доходів становила 53 814 долари для чоловіків та 40 821 долар для жінок. За межею бідності перебувало 13,0 % осіб, у тому числі 22,7 % дітей у віці до 18 років та 6,4 % осіб у віці 65 років та старших.
Цивільне працевлаштоване населення становило 2095 осіб. Основні галузі зайнятості: освіта, охорона здоров'я та соціальна допомога — 28,1 %, виробництво — 12,3 %, мистецтво, розваги та відпочинок — 11,6 %.